# KELT-9
KELT-9 o HD 195689 é una stella della costellazione del Cigno di magnitudine +7,56, distante circa 670 anni luce dal sistema solare. È una stella di sequenza principale di classe A0 V (o anche B9.5 V a seconda delle fonti) due volte più massiccia del Sole.
Attorno ad essa nel 2017 è stato scoperto orbitare un pianeta extrasolare gigante gassoso, KELT-9 b (o HD 195689 b), che ha una massa di circa 2,5 masse gioviane, e che con una temperatura superficiale che può arrivare a 4600 K è il più caldo gigante gassoso conosciuto, più caldo perfino della superficie delle stelle nane rosse e di diverse nane arancioni.

## Caratteristiche
KELT-9 è una stella più calda e luminosa del Sole, la sua massa è stata inizialmente stimata in 2,5 M⊙, con un raggio di 2,36 R⊙ e una temperatura superficiale di circa 10000 K. Con un'età di 300 milioni di anni è molto più giovane del Sole, tuttavia data la sua massa ha già oltrepassato la metà della sua esistenza nella sequenza principale, che è di circa 500 milioni di anni.
Studi condotti nel 2019 con lo spettrografo HARPS-N hanno rivisto al ribasso la sua massa e la temperatura superficiale: KELT-9 ha una massa "solo" doppia rispetto a quella del Sole, la temperatura superficiale è di 9600±400 K, il che la rende molto simile alle stelle più note della sua classe come Vega e Sirio. Rispetto alla massa stimata inizialmente, una massa di circa 2 M⊙ comporterebbe un periodo più lungo nella sequenza principale, anche superiore al miliardo di anni.

## Pianeta
È piuttosto raro incontrare pianeti attorno a stelle così calde e luminose, non era mai stato scoperto un pianeta attorno a stelle di classe B, e prima della sua scoperta erano solo 6 gli esopianeti attorno a stelle di classe A. Cìò è dovuto all'intensa radiazione ultravioletta e al vento stellare emessi da stelle così calde, che producono un processo di fotoevaporazione che impedisce la formazione di pianeti, fin da quando questi dovrebbero formarsi per accrescimento dal disco protoplanetario.
Ciò nonostante, nel 2017 con l'uso del Kilodegree Extremely Little Telescope (KELT) e il metodo del transito è stato scoperto un pianeta in orbita stretta attorno alla stella. Orbita in 1,48 giorni e il suo semiasse maggiore è di appena 0,034 UA (5 milioni di chilometri), vale a dire che si trova 30 volte più vicino di quanto non lo sia la Terra dal Sole, ma attorno a una stella 50 volte più luminosa. Data la distanza, il pianeta è certamente in rotazione sincrona, volgendo alla stella sempre lo stesso emisfero, la cui temperatura stimata è attorno ai 4600 K, la più alta conosciuta per un pianeta, paragonabile a quella delle stelle nane arancioni. Sul lato notturno invece da osservazioni effettuate con il telescopio spaziale Spitzer la temperatura risulta essere di 2500 K, circa 2000 K in meno rispetto all'emisfero perennemente illuminato.
Il pianeta ruota attorno alla stella in un'orbita polare, al contrario di ciò che avviene solitamente, con i pianeti che orbitano poco inclinati rispetto all'equatore delle proprie stelle madri. A causa dell'oscuramento gravitazionale di KELT-9 dovuto alla rapida rotazione su se stessa, i poli della stella sono 800 K più caldi rispetto alle zone equatoriali, e ciò si riflette sulla temperatura del pianeta, che ogni 9 ore sperimenta significativi cambi di temperatura, con i valori massimi che si verificano quando transita sopra i poli della stella.
L'intensa radiazione stellare sta rapidamente spazzando via l'atmosfera planetaria esterna; si pensa che KELT-9 b abbia perso più di una massa gioviana dai tempi della sua formazione. Quando la stella, finito l'idrogeno da convertire in elio, diventerà una gigante rossa, del pianeta sarà rimasto forse solo il nucleo roccioso interno, che a quel punto verrà fagocitato dall'espandersi della stella in gigante rossa.
Oltre ad essere un gioviano caldo, è anche un supergioviano, poiché la sua massa è quasi il triplo di quella di Giove. Osservazioni tramite lo spettrografo HARPS-N hanno mostrato la presenza di titanio e ferro allo stato gassoso nella sua atmosfera.
Prospetto del sistema
| Pianeta | Tipo            | Massa        | Raggio  | Periodo orb.  | Sem. maggiore | Eccentricità | Incl. orbita | Scoperta |
| ------- | --------------- | ------------ | ------- | ------------- | ------------- | ------------ | ------------ | -------- |
| b       | Gigante gassoso | 2,17±0,56 MJ | 1,84 rJ | 1,4811 giorni | 0,03462 UA    | —            | 87,2°        | 2017     |